# GP Eric De Vlaeminck
De GP Eric De Vlaeminck is een veldritwedstrijd genoemd naar zevenvoudig wereldkampioen veldrijden Eric De Vlaeminck die plaatsvindt op en rond het circuit Terlaemen in Heusden-Zolder.
De editie van 2000 is enkel gehouden ter voorbereiding op de wereldkampioenschappen veldrijden 2002. De jaren daaropvolgend, in 2003 en 2004, werd de GP Eric De Vlaeminck in augustus georganiseerd als een zomercross. 
Sinds 2008 wordt de GP Eric De Vlaeminck jaarlijks op tweede kerstdag georganiseerd en is ze onderdeel van de Wereldbeker.

## Erelijst

### Mannen elite
| Datum      | Klassement                 | Cat. | Winnaar              | Tweede               | Derde               |
| ---------- | -------------------------- | ---- | -------------------- | -------------------- | ------------------- |
| 12/01/2025 | Belgische kampioenschappen | CN   | Thibau Nys           | Laurens Sweeck       | Toon Aerts          |
| 27/12/2023 | Superprestige              | C1   | Wout van Aert        | Eli Iserbyt          | Joris Nieuwenhuis   |
| 27/12/2022 | Superprestige              | C1   | Wout van Aert        | Mathieu van der Poel | Lars van der Haar   |
| 27/12/2021 | Superprestige              | C1   | Wout van Aert        | Tom Pidcock          | Eli Iserbyt         |
| 26/12/2020 | Superprestige              | C1   | Mathieu van der Poel | Wout van Aert        | Lars van der Haar   |
| 26/12/2019 | Wereldbeker                | CDM  | Mathieu van der Poel | Laurens Sweeck       | Quinten Hermans     |
| 26/12/2018 | Wereldbeker                | CDM  | Mathieu van der Poel | Wout van Aert        | Joris Nieuwenhuis   |
| 26/12/2017 | Wereldbeker                | CDM  | Mathieu van der Poel | Laurens Sweeck       | Wout van Aert       |
| 26/12/2016 | Wereldbeker                | CDM  | Wout van Aert        | Laurens Sweeck       | Kevin Pauwels       |
| 31/01/2016 | Wereldkampioenschap        | CM   | Wout van Aert        | Lars van der Haar    | Kevin Pauwels       |
| 26/12/2015 | Wereldbeker                | CDM  | Mathieu van der Poel | Kevin Pauwels        | Lars van der Haar   |
| 26/12/2014 | Wereldbeker                | CDM  | Lars van der Haar    | Kevin Pauwels        | Corné Van Kessel    |
| 26/12/2013 | Wereldbeker                | CDM  | Lars van der Haar    | Martin Bína          | Zdeněk Štybar       |
| 26/12/2012 | Wereldbeker                | CDM  | Sven Nys             | Niels Albert         | Zdeněk Štybar       |
| 26/12/2011 | Wereldbeker                | CDM  | Kevin Pauwels        | Zdeněk Štybar        | Sven Nys            |
| 26/12/2010 | Wereldbeker                | CDM  | Lars Boom            | Niels Albert         | Bart Wellens        |
| 26/12/2009 | Wereldbeker                | CDM  | Kevin Pauwels        | Niels Albert         | Sven Nys            |
| 26/12/2008 | Wereldbeker                | CDM  | Thijs Al             | Kevin Pauwels        | Sven Vanthourenhout |
|            |                            |      |                      |                      |                     |
| 08/08/2004 | Zomercross                 |      | Sven Nys             | Ben Berden           | Wim Jacobs          |
| 10/08/2003 | Zomercross                 |      | Bart Wellens         | Ben Berden           | Mario De Clercq     |
| 03/02/2002 | Wereldkampioenschap        | CM   | Mario De Clercq      | Tom Vannoppen        | Sven Nys            |
| 17/12/2000 | Wereldbeker                | CDM  | Sven Nys             | Petr Dlask           | Bart Wellens        |

### Vrouwen elite
| Datum      | Klassement                 | Cat. | Winnaar                    | Tweede                     | Derde                  |
| ---------- | -------------------------- | ---- | -------------------------- | -------------------------- | ---------------------- |
| 12/01/2025 | Belgische kampioenschappen | CN   | Marion Norbert-Riberolle   | Laura Verdonschot          | Julie Brouwers         |
| 27/12/2023 | Superprestige              | C1   | Fem van Empel              | Ceylin del Carmen Alvarado | Inge van der Heijden   |
| 27/12/2022 | Superprestige              | C1   | Ceylin del Carmen Alvarado | Inge van der Heijden       | Lucinda Brand          |
| 27/12/2021 | Superprestige              | C1   | Lucinda Brand              | Fem van Empel              | Annemarie Worst        |
| 26/12/2020 | Superprestige              | C1   | Lucinda Brand              | Ceylin del Carmen Alvarado | Annemarie Worst        |
| 26/12/2019 | Wereldbeker                | CDM  | Lucinda Brand              | Ceylin del Carmen Alvarado | Annemarie Worst        |
| 26/12/2018 | Wereldbeker                | CDM  | Marianne Vos               | Lucinda Brand              | Sanne Cant             |
| 26/12/2017 | Wereldbeker                | CDM  | Sanne Cant                 | Katie Compton              | Eva Lechner            |
| 26/12/2016 | Wereldbeker                | CDM  | Marianne Vos               | Sanne Cant                 | Kateřina Nash          |
| 31/01/2016 | Wereldkampioenschap        | CM   | Thalita de Jong            | Caroline Mani              | Sanne Cant             |
| 26/12/2015 | Wereldbeker                | CDM  | Sanne Cant                 | Katie Compton              | Ellen Van Loy          |
| 26/12/2014 | Wereldbeker                | CDM  | Marianne Vos               | Kateřina Nash              | Pauline Ferrand-Prévot |
| 26/12/2013 | Wereldbeker                | CDM  | Katie Compton              | Marianne Vos               | Sanne Cant             |
| 26/12/2012 | Wereldbeker                | CDM  | Marianne Vos               | Katie Compton              | Sanne Cant             |
| 26/12/2011 | Wereldbeker                | CDM  | Marianne Vos               | Daphny van den Brand       | Sanne van Paassen      |
| 26/12/2010 | Wereldbeker                | CDM  | Katie Compton              | Marianne Vos               | Sanne van Paassen      |
| 26/12/2009 | Wereldbeker                | CDM  | Marianne Vos               | Katie Compton              | Daphny van den Brand   |
| 26/12/2008 | Wereldbeker                | CDM  | Marianne Vos               | Hanka Kupfernagel          | Daphny van den Brand   |
|            |                            |      |                            |                            |                        |
| 03/02/2002 | Wereldkampioenschap        | CM   | Laurence Leboucher         | Hanka Kupfernagel          | Daphny van den Brand   |